# Bakau
Bakau è una città del Gambia di 7.501 abitanti al censimento del 2002.
Situata sulla costa, si affaccia sull'Oceano Atlantico e dista 16 km dalla capitale Banjul. La città è famosa per la presenza di un orto botanico, del museo Kachikally e del rettilario con i coccodrilli.